# 이마호리 츠네오

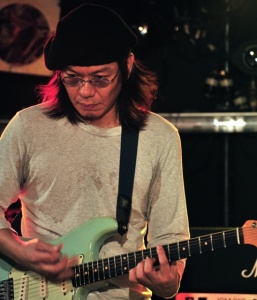

이마호리 츠네오(今堀 恒雄, いまほり つねお, 1962년~)은 일본의 기타 연주자, 작곡가이다. 사토 마사히코, 카코 타카시 등으로부터 음악 이론을 배웠다.

## 경력
1974년, 12세에 기타를 시작해 버트 잰시같은 영국 전통 포크에 빠졌다. 1975년 도쿄 음악 아카데미에서 클래식 기타 통신교육을 마쳤다. 1986년, 메자 하우스 음악학교(音楽学校メーザー・ハウス)에서 키쿠치 나루요시를 만나 밴드 티포그라피카를 결성했다. 1989년, 야마시타 요스케의 투어를 따라 아프리카에 가서 민족마다 가진 리듬의 악센트를 느꼈다. 스스로도 자신만의 악센트가 있을거라 확신하고 그런 개성을 살린 독자적인 작곡법을 만들었다. 91~95년 사이엔 시미즈 카즈토의 '오유'에 참가했고 97년에 티포그라피카를 해산했다. 솔로 프로젝트인 언벨팁토를 시작했고. 99년에는  이노우에 요스이의 투어에 참여했다.

## 음악성
프랭크 자파와 앤디 파트리지(XTC)의 같은 날카로운 프레이즈를 가진 연주자부터 버트 잰시 같은 부드러운 멜로디까지 다양한 기타리스트의 영향을 받았다.
키쿠치 나루요시, 후지모토 아츠오, 미즈카미 사토시, 토야마 아키라 등이 참여했던 밴드 티포그라피카에서는 일반적으로 '노리' '주먹' 등으로 불리는 리듬이나 선율, '방언', '흔들림' 등으로 세분화된 음의 분화를 통해 극한까지 몰아붙인 음악으로 다른 뮤지션들과는 다른 색깔을 내었다.
현재 자신의 뿌리라 할 수 있는 아프리카 음악을 기초로 한 언벨티포 트리오를 통해 활약중이다.
자기 밴드 외에도 존 존, 유사미 모리, 타카노 히로시, 카노 코테츠 등 국내외의 다양한 뮤지션들과 협연을 하였다. 또 애니메이션 OST쪽으로 활동하여 트라이건, 더 파이팅 건그레이브 등의 매드하우스 작품 등에서 음악을 담당하였고 칸노 요코와 함께 일하며 밴드 마스터 역할을 하기도 했다.

## 앨범 목록
Tipographica
- Tipographica（1993年8月 GOD MOUNTAIN）
- The Man Who Does Not Nod（1995年11月 ポニーキャニオン）
- God Says I Can't Dance（1996年4月 ポニーキャニオン）
- Floating Opera（1997年6月 Sistema Record）

unbeltipo
- unbeltipo（1999年7月 Sistema Record）
- Joujoushka#1（2003年10月 Out One Disc）※レコード
- joujoushka（2004年11月 Out One Disc）
- PHEASANTISM（2007年7月 Out One Disc）
  - LIVE 2006（2008年5月 Sistema Record）
  - LIVE 2007（2008年5月 Sistema Record）
- Uncle Bunny Tongue（2011年3月 Out One Disc）
  - LIVE 2009-2010 Backlogs burial（2011年8月 Sistema Record）
  - LIVE to GO（2013年12月 Kaibutsu Records）※ライブDVD
- Un Bon Trouble（2016年4月 Out One Disc）

기타
- おU（2003年1月 POSEIDON）(as 오유)
- Territory（2006年11月 doubtmusic）(as 요시다 타츠야・이마호리 츠네오)
- DOTS（2008年2月 doubtmusic）(as 吉田達也・今堀恒雄)
- LIVE AT SHOWBOAT 2012（2013年2月 JEFF‘s MUSIC International）(as NO-MAD)
- OTOCONTE Live（2016年2月 TORYUKAI）※ライヴDVD+セレクションCD (as OTOCONTE)